# Lodewijk Ontrop
Lodewijk Ontrop (Antwerpen, 14 december 1875 – Edegem, 18 november 1941) was een Belgisch componist, dirigent, muziekpedagoog, cultuurcriticus, auteur en bemiddelaar binnen het Belgische muzikale, literaire en artistieke veld. Hij was een sleutelfiguur in de vernederlandsing van het muziekleven en promootte religieuze muziek en modernistische tendensen. Als invloedrijk criticus en netwerkfiguur binnen het Vlaams-katholieke milieu verbond hij kunstenaars, schrijvers en musici rond gedeelde culturele idealen. Hij was de nauwste intimus van Karel van de Woestijne en Emmanuel de Bom.

## Persoonlijk leven
Lodewijk Ontrop werd geboren in Antwerpen als zoon van Matthijs Ontrop (1816–1902), een uit Rotterdam afkomstige handelsagent actief in de scheepvaart, en Hendrika Cornelia van Amerom (1837–1917). Zijn moeder stamde uit een artistieke Nederlandse familie kunstschilders: haar vader Cornelis Hendrik van Amerom en haar grootvader Hendrik Jan van Amerom waren beiden kunstschilders. De kunstzinnige aanleg zette zich voort in Lodewijks oudere zus Mathilde “Thilla” Ontrop (1873–1962), een gewaardeerd harpiste en zangeres in Antwerpse muziekkringen: ze speelde onder dirigenten als Edward Keurvels en Flor Alpaerts, en werkte samen met haar broer Lodewijk. Ook jongere broer Herman Gijsbertus Ontrop (1880–1955), die een militaire loopbaan volgde in Nederland, ontplooide zich als autodidactisch schilder binnen de kunstkring van Breda.
Hoewel van huis uit protestants, bekeerde Ontrop zich in 1902 tot het katholicisme onder impuls van de katholieke cultuurpromotor Marie-Elisabeth Belpaire. In 1904 huwde hij met de mezzosopraan Maria Breugelmans (1876–1949), met wie hij een dochter kreeg: Maria “Mieke” Ontrop (1907-1980). Zij huwde met advocaat Rudolf De Groote, met wie zij het culturele erfgoed van Ontrop mee verder zou bewaren. Het gezin woonde aan de Arthur Goemaerelei 23 in Antwerpen en bracht de zomers door in het buitenhuis De Gulden Schaduw te Waasmunster, waar Ontrop vanaf 1938 permanent verbleef.

## Muzikale loopbaan
Ontrop's passie is geweest: de muziek; zijn behagen en zijn troost: de poëzie. - Fernand Toussaint van Boelaere, 1946

###### Muzikale loopbaan
Lodewijk Ontrop genoot zijn muzikale opleiding van de Vlaamse componist Peter Benoit, van wie hij de laatste leerling was. In 1902 richtte Ontrop de Maatschappij der Concerten van Gewijde Muziek op, onder patronage van Marie-Elisabeth Belpaire. De organisatie bracht religieuze muziek in Antwerpen, met afwisseling tussen Vlaamse componisten (Peter Benoit, Edgar Tinel) en grote namen als Bach, Beethoven, Händel en Palestrina. De eerste Belgische uitvoeringen van Bachs Johannespassie (1906) en Mattheüpassie (1912), Händels Messiah (1908), en Beethovens Missa Solemnis (1910) vonden plaats onder zijn leiding. De activiteiten stopten abrupt door de Eerste Wereldoorlog.
In 1917 bracht Ontrop een grootse opvoering van Peter Benoits oratorium De Schelde in het Antwerpse Hippodroompaleis, waarvoor hij samenwerkte met Emmanuel de Bom en Pol de Mont. De uitvoering groeide uit tot een cultureel hoogtepunt tijdens de Eerste Wereldoorlog: het had 10.000 toeschouwers, ondersteund door 450 muzikanten en een koor van 800 stemmen. Omwille van het succes vond een tweede uitvoering plaats, maar een derde uitvoering in Brussel werd verhinderd door oorlogsperikelen. 
Na de oorlog werd Ontrop een veelgevraagd muziekcriticus en essayist voor kranten zoals De Standaard, Het Handelsblad van Antwerpen en De Morgenpost, en tijdschriften zoals Dietsche Warande & Belfort. Hij schreef diepgravende analyses over componisten, esthetiek, en religieus-muzikale tradities. In zijn essay "De cultus van het nieuwe in de muziek" (1921) verdedigde hij de atonaliteit en de muziek van Arnold Schönberg.
In 1920 nam Ontrop deel aan het "eerste Kongres van Moderne Kunst" te Antwerpen, georganiseerd door modernistisch kunstenaar Jozef Peeters (1891–1969). In zijn lezing pleitte hij voor de integratie van modernistische muziek in Vlaanderen, die voor hij verzoende met de idealen van de avant-garde kunst. Hij introduceerde in zijn pianorecital werken van componisten als Ravel en Moessorgski, die toen nauwelijks bekend waren in België.
Tussen 1926 en 1930 was Ontrop muzikaal adviseur en dirigent bij de Maatschappij voor de Vlaamse Concerten, een flamingantisch cultureel initiatief gesteund door Marie-Elisabeth Belpaire, August Van Cauwelaert en Stijn Streuvels. De concertreeks wilde vernieuwende muziek introduceren in Vlaanderen en bracht Belgische premières van onder meer Schönbergs Verklärte Nacht en Mahlers Das Lied von der Erde. Hiermee profileerde Ontrop zich als pleitbezorger van de Europese moderniteit.
Van 1904 tot 1940 doceerde Ontrop notenleer en harmonie aan het Koninklijk Conservatorium van Antwerpen. Tot zijn leerlingen behoren August Verbesselt en Peter Frans De Puysseleyr. Hij werkte aan een eigen didactiek voor harmonieleer, waarvan de publicatie door zijn vroege overlijden uitbleef. Hij verzorgde in de jaren 1920 zijn eigen radioprogramma over muziekgeschiedenis en repertoire voor de Openbare Omroep (NIR).
Als componist vond Ontrop inspiratie in het oeuvre van Franz Schubert, van wie hij de liederen bewonderde. Hij componeerde zelf verschillende Nederlandstalige liederen, waaronder: Den koekoek in den Mey, Het Meezennestje en Twee Waterleikes. Deze composities, en in het bijzonder Twee Waterleikes, kenden in Ontrops tijd een aanzienlijk succes. In 1934 componeerde Ontrop de Roosenbergcantate, naar aanleiding van het 600-jarig bestaan van de abdij van Roosenberg. Daarnaast werkte Ontrop aan grotere vocale projecten, waaronder de onvoltooide lyrische drama’s Viviane en Lancelot en Het Woud, die zijn ambitie weerspiegelen om de traditie van het Vlaamse muziektheater verder te ontwikkelen. Geen van deze grootschalige werken werd echter tot voltooiing gebracht.

## Cultureel netwerk

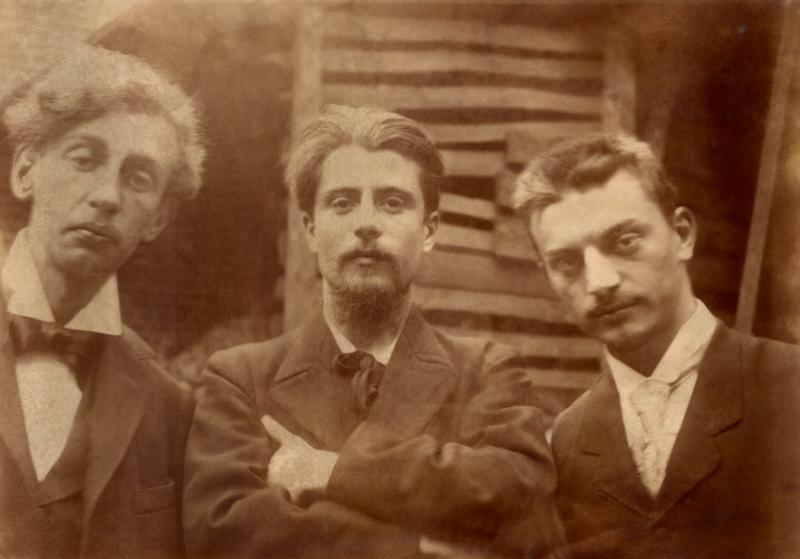
Karel van de Woestijne, Lodewijk Ontrop en Julius de Praetere, door Gustave van de Woestyne,1899

Lodewijk Ontrop was een centrale figuur binnen het Vlaams-katholieke culturele netwerk in het begin van de twintigste eeuw. Hij onderhield nauwe vriendschappen met literaire sleutelfiguren als Karel van de Woestijne en Emmanuel de Bom, met wie hij  diepgaande correspondenties voerde. Via zijn huwelijk en bekering tot het katholicisme raakte hij nauw verbonden met de Vlaamsgezinde elite rond Marie-Elisabeth Belpaire. Hij was actief voor tijdschriften zoals Van Nu en Straks, Vlaanderen, Dietsche Warande en Belfort, Alvoorder, en kunstenaarsverenigingen zoals De Scalden. 
In zijn zomerverblijf De Gulden Schaduw in Waasmunster ontving Ontrop kunstenaars uit de Latemse Scholen, zoals Valerius De Saedeleer en George Minne. Als bemiddelaar tussen muzikale, literaire en religieuze werelden speelde hij een invloedrijke rol in de Vlaamse cultuur van zijn tijd.

## Nalatenschap

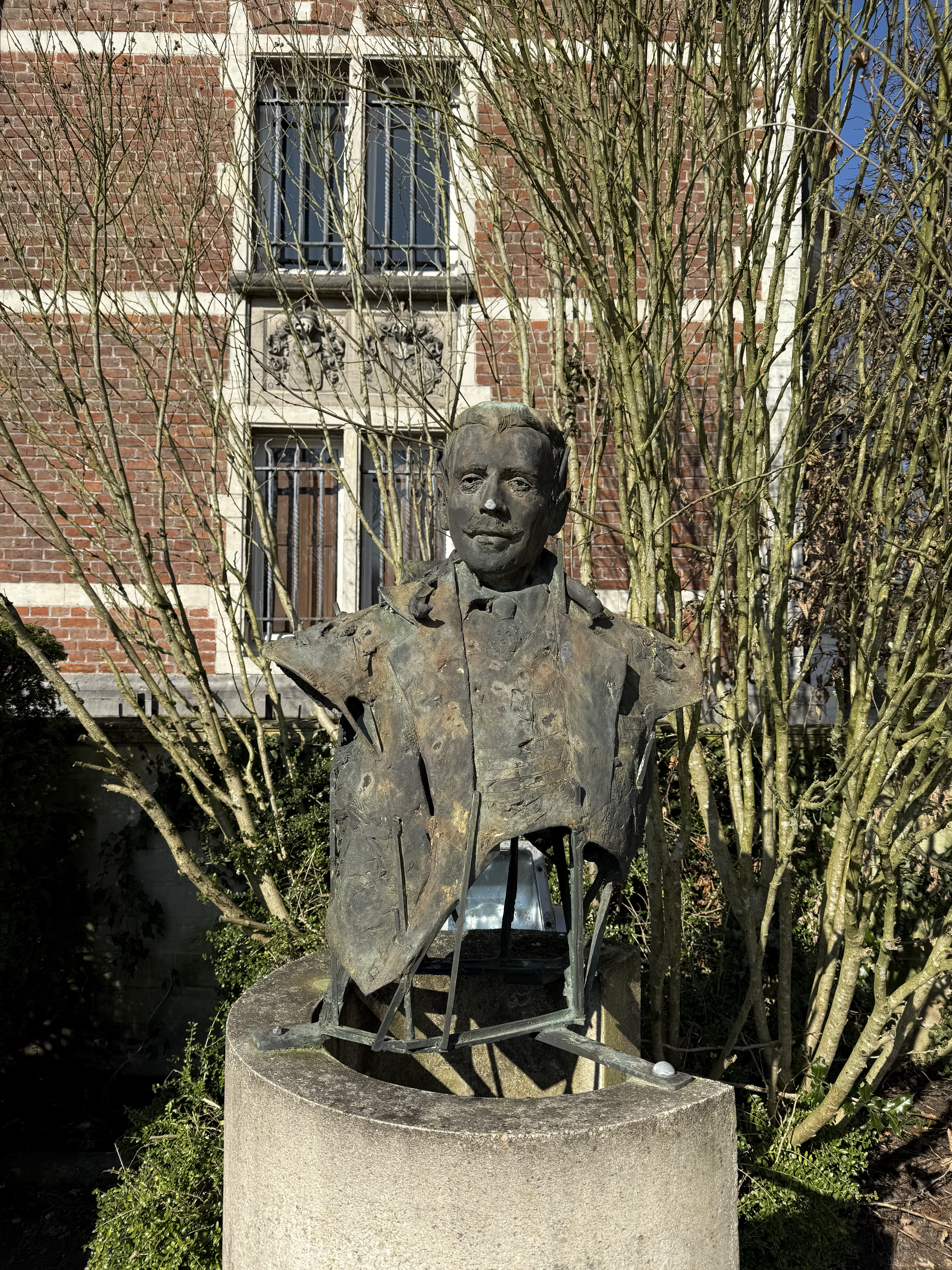
Borstbeeld van Lodewijk Ontrop aan het Kasteel Blauwendael te Waasmunster, vervaardigd door beeldhouwer Koenraad Rossaert.

Lodewijk Ontrop overleed op 18 november 1941 tijdens een operatie ten gevolgen van darmkanker. In 1946 verschenen zijn nagelaten verzen gebundeld, samengesteld door Fernand Toussaint van Boelaere, een goede jeugdvriend van Ontrop. De uitgave werd opgedragen aan Ontrops nagedachtenis.
In Wilrijk werd kort na zijn overlijden een straat naar hem genoemd: de Lodewijk Ontropstraat. Ook in Waasmunster, waar hij zijn laatste levensjaren doorbracht, wordt hij blijvend herdacht: naast zijn buitenverblijf De Gulden Schaduw werd de Lode Ontropdreef aangelegd en in 1999 werd bij Kasteel Blauwendael een borstbeeld onthuld, vervaardigd door beeldhouwer Koenraad Rossaert.
In 1985 verscheen de uitgave Brieven aan Lode Ontrop van Karel van de Woestijne, bezorgd door literatuurwetenschapper Anne Marie Musschoot. De publicatie kwam tot stand met steun van Ontrops dochter Mieke en haar echtgenoot Rudolf De Groote, die jarenlang werkten aan het bewaren van Ontrops archief. In 2025 verscheen opnieuw academische aandacht voor zijn leven en werk via de masterscriptie van zijn achterkleinzoon, de historicus Ben Nijs. Onder de titel Dag beste vrienden! onderzocht Nijs het literaire en muzikale netwerk van zijn betovergrootvader, met bijzondere focus op diens rol in het Vlaams-katholieke culturele milieu tussen 1895 en 1941.

## Composities

###### Liederen
- Lampetten (1893)
- Den koekoek in den Mey
- Het Meezennestje
- Twee Waterleikes
- Moe Lied, tekst van Karel van de Woestijne
- Het Spiegelken
- Het Klooster van Mariaschoot
- Klacht
- Het Piknikje
- Sint-Lutgardislied

###### Cantates
- Roosenbergcantate (1934)

###### Lyrische drama's
- Viviane en Lancelot (onafgewerkt)
- Het Woud (onafgewerkt)

## Publicaties

###### Gedichten
- 't Zijn werelden die van het leven branden, Van Nu en Straks, februari 1897
- Deemstering, De Scalden Jaarboek 2, 1898
- Nachtliedeken, De Scalden Jaarboek 2, 1898
- Droomdicht, De Scalden Jaarboek 5, 1901
- Wijding, Alvoorder, Jaargang 1 1900-1901
- Wijding, Vlaanderen, 1906
- Weemoed, Vlaanderen, 1906
- Verzenbundel, postuum uitgebracht door Fernand Toussaint van Boelaere, 1946

###### Werken en essay's
- Jan Blockx, Dietsche Warande en Belfort, 1899
- Over Prinses Zonneschijn, Vlaanderen, 1903
- Over Karel van de Woestijne's eersten verzenbundel "Het Vaderhuis", Dietsche Warande en Belfort, 1904
- De Rhijn, Dietsche Warande en Belfort, 1904
- Lucifer en "De Oorlog", Vlaanderen, 1906
- Over "Cecilia Muziekdrama", Dietsche Warande en Belfort, 1907
- Inleidende bespreking van Beethoven's ‘Missa Solemnis, Vlaamsche Arbeid, 1909
- Concertbeweging te Antwerpen, Dietsche Warande en Belfort, 1911
- Het Vlaamsch kwartet, Dietsche Warande en Belfort, 1911
- "De Schelde" muzikale ontleding, De Schelde, 14 oktober 1917
- Voordracht over de moderne Muziek, "eerste Kongres van Moderne Kunst" door Jozef Peeters, 1920
- De cultus van het nieuwe in de muziek, Vlaamsche Arbeid, 1921
- De Stijl van Beethoven's Klaviersonaten, Dietsche Warande en Belfort, 1927
- De Stijl van Beethoven's Klaviersonaten, Koninklijke Vlaamsche Academie voor taal en Letterkunde, 1927
- Het Muziekleven te Antwerpen, Dietsche Warande en Belfort, 1931
- Vlaanderen in de Muziek, in Vlaanderen door de eeuwen heen, 1932
- Bij de honderdste Verjaring van Peter Benoit's geboortedag, Dietsche Warande en Belfort, 1934
- Prijsvragen voor 1940: Een studie over het leven en het werk van Peter Benoit, Koninklijke Vlaamsche Academie voor taal en Letterkunde, 1940
- Verslag van de Koninklijke Vlaamsche Academie voor taal en Letterkunde, 1941
- Adriaan Willaert, in 100 Groote Vlamingen, Standaard Boekhandel, 1941
- Peter Benoit, in 100 Groote Vlamingen, Standaard Boekhandel, 1941